# Wanda Ślędzińska
Wanda Ślędzińska (ur. 25 września 1906 w Niżniowie, zm. 9 listopada 1999 w Stryszowie) – polska rzeźbiarka, pedagog, profesorka rzeźby krakowskiej Akademii Sztuk Pięknych.

## Życiorys
Córka Heleny Justyny Matyjewicz i Władysława Ślędzińskiego urzędnika kolejowego, właściciela gospodarstwa rolnego. W 1923 ukończyła Prywatne Seminarium Nauczycielskie Żeńskie w Stanisławowie. W latach 1923–1929 studiowała na Wydziale Rzeźby Akademii Sztuk Pięknych w Krakowie. Równocześnie jako wolna słuchaczka studiowała przez cztery semestry historię sztuki i archeologię na Uniwersytecie Jagiellońskim. W 1933 wraz z m.in. Jackiem Pugetem i Stefanem Zbigniewiczem została członkinią efemerycznej grupy Artystów Rzeźbiarzy „Start”. Od 1933 należała do Związku Polskich Artystów Plastyków, a od 1935 do Zrzeszenia Artystów Plastyków „Zwornik”. W 1937 przeniosła się do Warszawy.
W czasie wojny przebywała w Stryszowie u rodziców i udzielała lekcji muzyki. W 1945 zamieszkała w Krakowie i rozpoczęła pracę jako asystentka u prof. Xawerego Dunikowskiego na krakowskiej Akademii Sztuk Pięknych. W 1957 była na stypendium we Włoszech. Od 1958 prowadziła samodzielnie pracownię rzeźby. W 1966 została kierowniczką II Katedry Rzeźby, będąc pierwszą kobietą na stanowisku kierownika katedry. Pozostała kierowniczką, aż do przejścia na emeryturę w 1970 r. Na prośbę studentów i studentek w roku akademickim 1970/1971 była promotorką dyplomów i prowadziła konsultacje. Do uczniów Wandy Ślędzińskiej należeli m.in. Wincenty Kućma, Zygmunt Piekacz, Józef Sękowski, Stanisław Lenar, Jan Siek, Teresa Wojtasiewicz-Siek, Helena Łyżwa, Jerzy Nowakowski, Janina Jeleńska-Papp, Aleksander Śliwa, Bogumił Zagajewski. W jej rodzinnym domu w Stryszowie odbywały się okazjonalne spotkania kulturalne, w których brała udział m.in. Wisława Szymborska, Kornel Filipowicz, Hanna Rudzka-Cybisowa, Jacek Puget, Bogusław Schaeffer, Anna Wallek-Walewska i inni. Tworzyła kameralne rzeźby w gipsie, drewnie, w sztucznym kamieniu. Jej dzieła były utrzymane w tradycji realistycznej. Pozostawiła w swym dorobku dzieła rzeźbiarskie, wśród których prym wiodą głównie kobiece studia portretowe. Zmarła 9 listopada 1999 w Stryszowie i została pochowana na miejscowym cmentarzu.
Jej prace znajdują się w Muzeum Narodowym w Krakowie, w Muzeum ASP, w zbiorach PAU, UJ i Akademii Górniczo-Hutniczej oraz w posiadaniu rodziny.

## Ordery i odznaczenia
- Srebrny Krzyż Zasługi (22 lipca 1952)[10]